# Pressão parcial
A pressão parcial de um gás numa mistura gasosa de gases ideais corresponde à pressão que este exerceria caso estivesse sozinho ocupando todo o recipiente, à mesma temperatura da mistura ideal. Sendo assim, a pressão total é calculada através da soma das pressões parciais dos gases que compõem a mistura.
Considerando "P" a pressão total, PA a pressão parcial de um certo gás "A", PB a pressão parcial de um certo gás  "B" e "X" a fração molar, temos a seguinte relação:
{\displaystyle \!P_{A}=X_{A}.P} ou {\displaystyle \!P_{B}=X_{B}.P}
sendo que a fração molar (X) de um gás é a relação entre o número de mols do gás pelo número de mols da mistura. Exemplo: {\displaystyle \!X_{A}={\frac {n_{A}}{n~total}}}
OBS: Esse método descrito aqui corresponde a lei de Raoult e vale apenas para gases ideais. Para gases reais: em uma mistura o volume molar das substância não é o mesmo que o volume molar do gás ideal (calculado por {\textstyle {\ce {P . V = n . R . T}}}).
A pressão parcial de um gás mede as atividades termodinâmicas das moléculas do gás. Gases dissolvem, reagem e se difundem de acordo com as suas pressões parciais e não de acordo com sua concentração em uma mistura de gases ou líquidos. Essa propriedade é muito usada na quimica, para mistura de soluções, podendo assim ter aplicações em outras áreas como a medicina. Analisando a pressão parcial do oxigênio podemos identificar a quantidade de oxigênio que seria tóxico para o corpo humano, aplicação válida para quem esquia ou mergulha.

## Lei de Dalton para pressões parciais
A lei de Dalton, ou lei das pressões parciais, estabelece que a pressão total de uma mistura gasosa é igual à soma da pressão parcial de cada um dos gases que compõem a mistura. É estritamente válida para misturas de gases ideais, isto é, suas moléculas não interagem umas com as outras. Este "princípio" foi estabelecido em 1801 pelo cientista inglês John Dalton (1766-1844), em estudos sobre a quantidade de vapor de água contida no ar a diferentes temperaturas.
Considerando uma mistura gasosa ideal de três componentes A, B e C, a pressão total (pt) é calculada da seguinte forma:
{\displaystyle \!Pt=Pa+Pb+Pc}
- Pa, Pb e Pc representam, respectivamente, as pressões parciais de A, B e C. [1]

## Constante de Equilíbrio em uma mistura de gases
Podemos determinar a constante de equilíbrio em uma mistura de gases através das pressões parcias do gases que a compõe.
Em uma reação reversível como:

{\displaystyle {\mbox{N}}_{\mbox{(2)}}(g)+{\mbox{3H}}_{\mbox{2}}(g)\rightleftharpoons {\mbox{2NH}}_{\mbox{(3)}}(g)}

A lei das pressões parcias nos permite escrever:

[N2(g)] {\displaystyle ={\frac {{\mbox{P}}_{\mbox{N2}}}{RT}}}
- [N2(g)] é a concentração em mol/litro de N2
- PN2 é a pressão parcial de N2
- R é a constante universal dos gases
- T é a temperatura em Kelvin

seguindo a mesma lógica podemos escrever:
[H2(g)] {\displaystyle ={\frac {{\mbox{P}}_{\mbox{H2}}}{RT}}}    e    [NH3(g)] {\displaystyle ={\frac {{\mbox{P}}_{\mbox{NH3}}}{RT}}}

Sendo:
{\displaystyle K_{c}={\frac {[{\mbox{NH}}_{\mbox{3}}]^{\mbox{2}}}{[{\mbox{N}}_{\mbox{2}}]\cdot [{\mbox{H}}_{\mbox{2}}]^{\mbox{3}}}}}

Ao substituir os valores de concentração obtidos, podemos assim calcular a constante de equilíbrio.
Além disso, deslocamento do equilíbrio é toda e qualquer alteração da velocidade da reação direta ou da reação inversa, provocando modificações nas concentrações das substâncias e levando o sistema a um novo estado de equilíbrio. Numa reação entre gases, o aumento da pressão total sobre a mistura reduz seu volume. Então, as moléculas se aproximam e o número de choques entre elas aumenta, aumentando, dessa maneira, a velocidade da reação. Assim sendo, a pressão parcial de cada gás influi na velocidade da reação como se fosse sua concentração em mols, a que há proporcionalidade direta entre essas duas grandezas.

## Lei de Henry
A lei de Henry  anuncia que a solubilidade de um gás dissolvido em um líquido é proporcional à pressão parcial do gás.
{\displaystyle k={\frac {p_{x}}{C_{x}}}}
onde:
- X = fração molar de equilíbrio do gás em solução (sua solubilidade);
- P = pressão parcial na fase gasosa;
- K = constante de proporcionalidade, ou constante de  Henry.

## Exemplos Práticos

### Mergulho

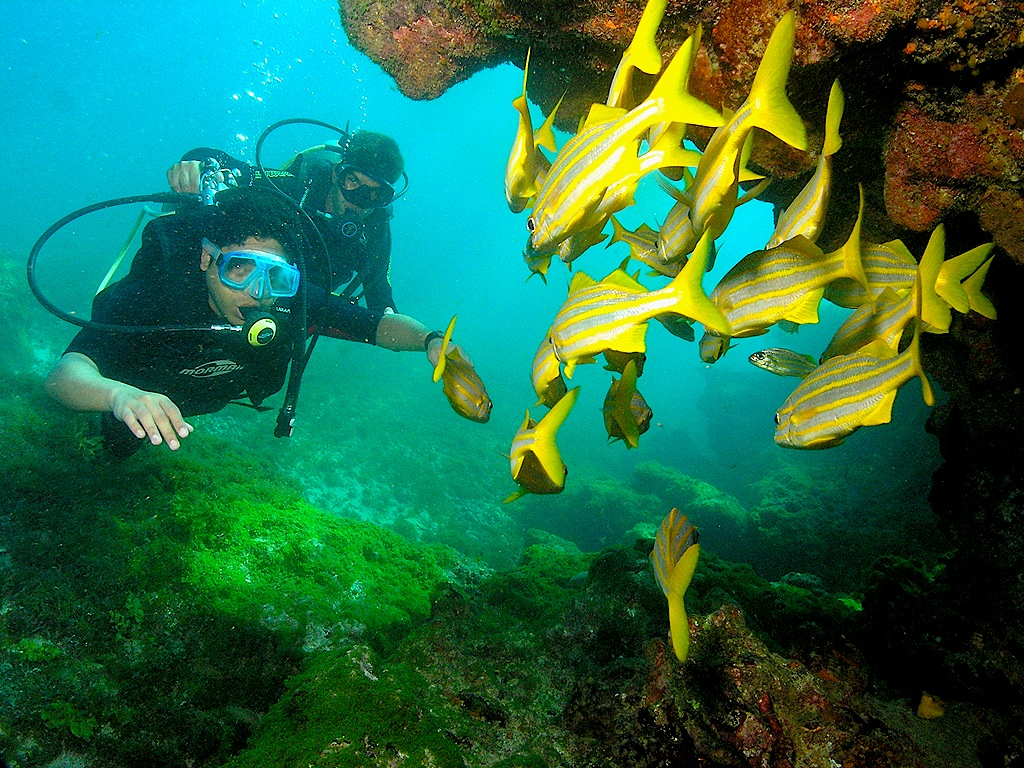
Mergulho em Fernando de Noronha, Pernambuco, Brasil

Durante um mergulho, o mergulhador carrega cilindros cheios de uma mistura a alta pressão (por exemplo, 200 atm), essa mistura pode ser ar. O mergulhador respira pelo regulador que, através de uma válvula, transforma o ar de alta pressão vindo dos cilindros em ar à pressão do ambiente em que o regulador se encontra. Assim, ao nível do mar, o ar é fornecido pelo regulador à pressão de 1 atm. O ar contém aproximadamente 20% de O2 e 80% de N2, logo a pressão parcial do oxigênio é aproximadamente 0,2 atm e a do nitrogênio é 0,8 atm. A cada 10 m de descida, a pressão aumenta aproximadamente 1 atm. Portanto, a 40 m de profundidade, a pressão será 1 atm (da superfície) mais 4 atm (da descida), totalizando 5 atm — consequentemente, teremos 1 atm de pressão para o O2 e 4 atm para o N2. A essa profundidade, o mergulhador estará respirando ar pelo regulador a 5 atm de pressão; então, haverá mais ar dissolvido em seu sangue — de acordo com a lei de Henry .
Considerando os efeitos das elevadas pressões parciais de O2 e de N2 sobre o corpo humano:
- A pressão parcial do oxigênio não pode ser muito alta (recomenda-se abaixo de 1,6 atm), em excesso ocorre a aceleração do metabolismo o que causa a diminuição do ritmo respiratório, diminuindo também a eliminação do CO2, o que provoca o envenenamento do mergulhador.
- A pressão parcial elevada no nitrogênio causa a chamada “embriaguez do nitrogênio”, que faz o mergulhador perder a noção da realidade.

Se a subida do mergulhador for muito rápida, a descompressão faz com que os gases dissolvidos se separem rapidamente do sangue, resultando na formação de bolhas na corrente sanguínea, o que pode causar:
- coceira, formação de microbolhas sob a superfície da pele;
- dores nas articulações;
- ruptura de alvéolos pulmonares, devido à expansão gasosa nos pulmões;
- até mesmo morte por embolia cerebral, caso as bolhas presentes na corrente sanguínea prejudiquem e/ou impeçam a chegada do sangue ao cérebro.

### Ar Atmosférico
No ar atmosférico sempre há uma certa quantidade dissolvida de vapor de água—é o que se chama de umidade do ar. Se a umidade aumenta
e chega ao ponto de saturação (ponto de orvalho), começa a se formar a neblina, as nuvens e o orvalho. Em boletins meteorológicos se divulga a umidade relativa do ar. Esse valor é definido como “o quociente entre a pressão parcial do vapor de água presente no ar e a pressão máxima do vapor de água, na mesma temperatura”. Esse quociente pode ser expresso em porcentagem, sendo que umidade relativa entre 50% e 70% são consideradas confortáveis pela maioria das pessoas.

### Transporte de Oxigênio
O oxigênio do ar que respiramos, ao chegar aos pulmões, entra em contato com a hemoglobina (Hem) do sangue, dando origem à oxihemoglobina
(HemO2), que é a responsável pelo transporte de O2 até as células de todo o organismo. Assim, ocorre no sangue o seguinte equilíbrio:

{\displaystyle {\mbox{Hem}}(aq)+{\mbox{O}}_{\mbox{2}}(g)\rightleftharpoons {\mbox{Hem}}_{\mbox{(O2)}}(aq)}

À medida que uma pessoa se desloca para locais de maior altitude, a quantidade e a pressão parcial de O2 no ar vão diminuindo e o equilíbrio vai se deslocando para a esquerda (ler equilíbrio químico). Com isso, reduz-se a quantidade de oxi-hemoglobina, o que compromete a chegada de O2 às células de todo o organismo. A pessoa sente fadiga e tontura, e pode até morrer em casos extremos. O corpo tenta reagir produzindo mais hemoglobina, entretanto o processo é lento e somente se conclui após várias semanas de exposição à altitude. Povos nativos de lugares muito altos, como o Himalaia, desenvolveram, após muitas gerações, taxas de hemoglobina mais elevadas do que a dos habitantes à beira-mar. Esse fenômeno proporciona uma boa vantagem, por exemplo, aos jogadores de futebol da Bolívia, em relação a seus adversários estrangeiros, quando disputam partidas na cidade de La Paz, a mais de 3.600m de altitude.